# Јохан Хајнрих фон Тинен
Јохан Хајнрих фон Тинен (Вангерланд, 24. јун 1783 — Тетеров, 22. септембар 1850) је био један од најзначајних економиста XIX века. Због звог изузетног доприноса истраживањима пољопривреде сматра се „оцем аграрне географије“.

## Допринос науци
Бавио се економским истраживањима на свом Поседу Телов у Мекленбургу. Своја сазнања објавио је у делу Изолована држава са становишта пољопривреде и националне економије. Његов приступ, у науци познат као „Модел фон Тинена“, почива на претпоставци о постојању замишљеног и изолованог кружног простора, оивичених неплодним земљиштем. Ова тзв. изолована држава нема трговинске везе са осталим крајевима. У њеном средишту је тржишни центар — град, који опскрбљује околину. Основа Тиненовог погледа лежи у томе да се са удаљеношћу места производње од тржишта мењају трошкови и зарада.

## Дела
- Изолована држава са становишта пољопривреде и националне економије - 1826.